# Condado de Chelan
El condado de Chelan es uno es uno de los 39 condados del estado estadounidense de Washington. Su población era de 66.616 habitantes en el censo de EE. UU. de 2000. Es parte del Área Metropolitana Wenatchee-East Wenatchee. El asiento de condado está en Wenatchee, que es también la ciudad más grande del condado Chelan (pronunciado / ʃəlæn /) se deriva de una palabra india Chelan significa aguas profundas, probablemente una referencia a 89 km a lo largo del lago Chelan, que alcanza una profundidad máxima de 1.486 pies (453 m). Chelan fue creado en las afueras de los condados de Okanogan y Kittitas el 13 de marzo de 1899. 

## Localidades
Principales localidades:
- Cashmere (2843 hab.)
- Chelan (3993 hab.)
- Chelan Falls (329 hab.)
- Entiat (1043) hab.)
- Leavenworth (2324 hab.)
- South Wenatchee (2118 hab.)
- Sunnyslope (2672 hab.)
- Wenatchee (29 898 hab.)
- West Wenatchee (1782 hab.)

### Otras comunidades
- Appleyard
- Ardenvoir
- Blewett
- Chelan Falls
- Chiwaukum (Oficina postal 1896-1912)
- Chumstick
- Dryden
- Grant Road Addition
- Holden Village
- Kenroy
- Lakeside
- Lucerne
- Malaga
- Manson
- Merritt
- Mission Square
- Monitor
- Pearcot
- Peshastin
- Plain
- Stehekin
- Telma (Oficina postal 1905-1938)
- Wenatchee Heights
- Winton